# Биети (церковь, Самцхе-Джавахети)
Церковь Биети во имя Божией Матери (груз. ბიეთის ღვთისმშობლის ეკლესია) — руинированная православная церковь в Грузии. Находится в Ахалцихском муниципалитете в крае (мхаре) Самцхе-Джавахети. Крестово-купольная церковь Биети датируется второй половиной XIV века. После обрушения купола в 1930 году сохранились только часть апсиды с алтарём и пастофорий. После некоторых подготовительных работ по очистке и консервации, в 2019 году была начата реконструкция. В 2007 году церковь была включена в список недвижимых культурных памятников национального значения Грузии. Существует ещё одна средневековая грузинская церковь, известная как Биети, ныне расположенная на территории частично признанной Южной Осетии.

## История
Церковь Бети находится на территории одноимённой покинутой деревни в ущелье Цинаубани, примерно в 2 км к северу от современной деревни Гуркели в Ахалцихском муниципалитете в Самцхе-Джавахети. Судя по стилю, церковь могла быть построена в конце XIV века. В 1493 году некий Заал Тохасдзе пристроил с севера часовню. Этот район был частью средневековой провинции Самцхе, которая стала в значительной степени мусульманской во время османского владычества между 1578 и 1829 годами. Церковь была заброшена и только в конце XIX века привлекла внимание исследователей Дмитрия Бакрадзе и Эквтиме Такайшвили. Уже сильно повреждённое здание рухнуло после обрушения купола в 1930 году. После некоторых предварительных работ по очистке и консервации в церкви в 2019 году была начата масштабная программа реконструкции, которую планируется завершить через три года.

## Описание
Церковь Бьети, размером 11,8 × 17,7 м, была построена из облицованного камня. Это крестово-купольный храм с центрально расположенным большим куполом и полукруглой апсидой с глубокой вимой. Купол, все арки и своды, а также верхняя часть апсиды рухнули, их руины заполнили внутреннюю часть. Сохранились только только полукруглая часть апсиды и пастофорий. В восточной стене сохранились фрагменты средневековых фресок, выполненных под влиянием поздневизантийского искусства. Наружные стены были украшены резьбой по камню и надписями средневековым грузинским алфавитом асомтаврули. Одна из них, ныне утраченная, рассказывала о строительстве часовни в 1493 году. Искусствовед Вахтанг Беридзе относит церковь Биети к группе купольных храмов средневекового Самцхе, в которую также входят Сапара, Зарзма и Чуле.